# Nonnenchor

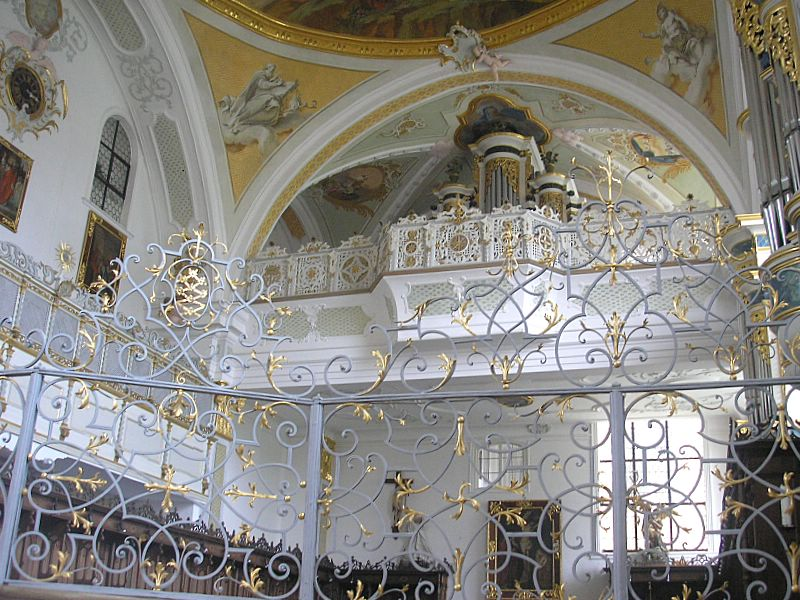
Blick in den Nonnenchor der Abteikirche Mariä Himmelfahrt (Oberschönenfeld)

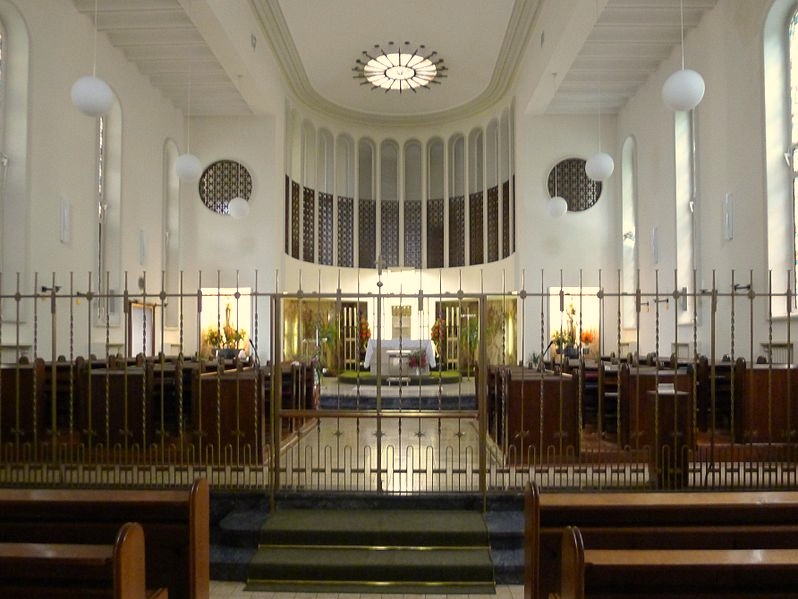
Chor der Dienerinnen des Heiligen Geistes von der ewigen Anbetung in St. Gabriel, Berlin-Westend

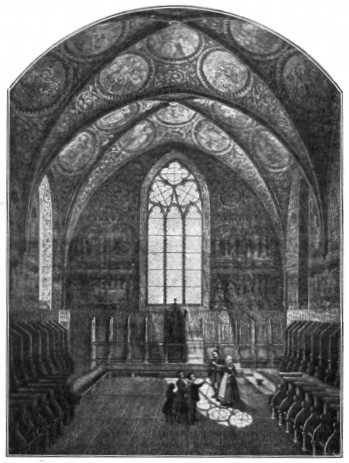
Nonnenchor im Kloster Wienhausen (Mitte 19. Jahrhundert)

Der Nonnenchor (auch Nonnenempore oder Frauenchor)  ist ein abgegrenzter Raum in der Klosterkirche eines Frauenkonvents, der zur Klausur gehört.

## Baugestaltung und Zweck
Im Chor versammeln sich die Nonnen zur Feier des Stundengebets, der Heiligen Messe, zu Andachten, etwa zum sakramentalen Segen und zur stillen Anbetung. Der Raum ist in der Regel nur den Nonnen zugänglich, Außenstehende haben nur unter besonderen Voraussetzungen Zutritt. Der Nonnenchor befindet sich häufig auf einer Empore im Westen oder im Querhausflügel einer Klosterkirche. Er kann aber auch im Osten, zuweilen auch im Mittelschiff der Kirche, liegen und ist durch Vorhänge, Schranken oder Klausurgitter von den anderen Kirchenräumen getrennt.